# Problema de la hormiga sobre el elástico
El problema de la hormiga sobre el elástico es un problema matemático cuya solución parece paradójica. Existen variaciones sobre el problema, pero los principios del puzzle son los mismos.
Los detalles varían, pero típicamemte, el problema establece:
Una hormiga comienza a caminar sobre una cuerda elástica de 1 km de longitud a una velocidad de 1 cm  por segundo (relativo a la cuerda sobre la que camina). Al mismo tiempo, la cuerda comienza a estirarse de uniformemente a razón constante de 1 km por segundo, de tal forma que después de 1 segundo alcanza una longitud de 2 km, después de 2 segundos tiene 3 km de longitud, etc. ¿En algún momento podrá la hormiga llegar al final de la cuerda?
A primera vista parecería que la hormiga nunca alcanzará el final de la cuerda, pero de hecho sí lo alcanza (en particular para las condiciones dadas arriba, tomaría {\displaystyle 8.9\times 10^{43421}} años.) Sin importar la longitud de la cuerda y las velocidades relativas de la hormiga y el estiramiento—asumiendo que la velocidad de la hormiga y del estiramiento se mantengan constantes—la hormiga siempre podrá alcanzar el final de la cuerda dado suficiente tiempo. Una vez que la hormiga se ha puesto en marcha, la cuerda elástica se estira por delante y por detrás de la hormiga, conservando la proporción de la cuerda que ya ha sido caminada por la hormiga, permitiéndole a esta hacer progreso continuo.

Una hormiga (representada como un punto rojo) caminando a velocidad constante de 1 cm/s sobre una cuerda elástica. La cuerda tiene una longitud inicial de 4cm y se estira a razón constante de 2 cm/s.

## Proposición formal del problema
El problema, tal como está descrito anteriormente, requiere de ciertas suposiciones. La siguiente proposición más completa del problema intenta poner dichas suposiciones por explícito. Las proposiciones informales como la que se da en la introducción de este artículo se obtienen al simplificar la propuesta siguiente y al asignar valores a las variables {\displaystyle \alpha } y {\displaystyle v}.
Considérese una cuerda elástica delgada e infinitamente estirable, manteniéndose tensa a lo largo de un eje {\displaystyle x} cuyo punto inicial se marca en {\displaystyle x=0} y un punto objetivo en {\displaystyle x=c}, donde {\displaystyle c>0}.
En el tiempo {\displaystyle t=0} la cuerda comienza a estirarse uniforme y suavemente de tal forma que el punto inicial se mantiene estacionario en {\displaystyle x=0} mientras que el punto objetivo se aleja del punto inicial con una velocidad constante {\displaystyle v>0}.
Una hormiga pequeña sale del punto inicial en el tiempo {\displaystyle t=0} y camina continua y suavemente a lo largo de la cuerda hacia el punto objetivo a una velocidad constante {\displaystyle \alpha >0} relativa al punto en la cuerda donde la hormiga se encuentre en cada momento.
¿Podrá la hormiga alcanzar el punto objetivo?

## Soluciones del problema

### Solución en matemática discreta
Aunque parece que la solución del problema requiere técnicas analíticas, puede de hecho ser respondida a través de un argumento de combinatoria, considerando una variante del problema en la que la cuerda se estira súbita e instantáneamente cada segundo en lugar de estirarse de forma continua. El problema a veces es establecido de esta forma, y el argumento siguiente es una generalización del presentado originalmente por Martin Gardner, en Scientific American y reimpreso en sus libros.
Considérese una variante en la que la cuerda se estira súbita e instantáneamente antes de cada segundo, de tal forma que el punto objetivo se mueve de {\displaystyle x=c} a {\displaystyle x=c+v} en el tiempo {\displaystyle t=0}, y de {\displaystyle x=c+v} a {\displaystyle x=c+2v} en el tiempo {\displaystyle t=1}, etc. Muchas versiones del problema establecen que la cuerda se estira al final de cada segundo, pero al hacer el estiramiento antes de cada segundo se pone a la hormiga en desventaja con respecto a su meta, con lo que aseguramos que si la hormiga puede alcanzar el punto objetivo en esta variación, ciertamente podrá hacerlo en el problema original, o de hecho en las variantes en las que la cuerda se estira al final de cada segundo.
Sea {\displaystyle \theta (t)} la proporción de la distancia desde el punto inicial al punto objetivo que la hormiga ha cubierto al tiempo t. Así, {\displaystyle \theta (0)=0}. En el primer segundo la hormiga viaja una distancia {\displaystyle \alpha }, que está a {\displaystyle {\frac {\alpha }{c+v}}} de la distancia desde el punto inicial al punto objetivo (que es {\displaystyle c+v} durante todo el primer segundo). Cuando la cuerda se estira súbita e instantáneamente, {\displaystyle \theta (t)} no cambia, ya que la hormiga se mueve con la cuerda donde está en ese momento. Entonces {\displaystyle \theta (1)={\frac {\alpha }{c+v}}}. Durante el siguiente segundo la hormiga recorre la distancia {\displaystyle \alpha } de nuevo, que está a {\displaystyle {\frac {\alpha }{c+2v}}} de la distancia del punto inicial al punto objetivo (que es {\displaystyle c+2v} durante ese segundo). Así, {\displaystyle \theta (2)={\frac {\alpha }{c+v}}+{\frac {\alpha }{c+2v}}}. De forma similar, para cada {\displaystyle n\in \mathbb {N} }, {\displaystyle \theta (n)={\frac {\alpha }{c+v}}+{\frac {\alpha }{c+2v}}+\cdots +{\frac {\alpha }{c+nv}}}.
Nótese que para cualquier {\displaystyle k\in \mathbb {N} }, {\displaystyle {\frac {\alpha }{c+kv}}\geqslant {\frac {\alpha }{kc+kv}}=\left({\frac {\alpha }{c+v}}\right)\left({\frac {1}{k}}\right)}, por lo que podemos reescribir
{\displaystyle \theta (n)\geqslant \left({\frac {\alpha }{c+v}}\right)\left(1+{\frac {1}{2}}+\cdots +{\frac {1}{n}}\right)}.
El término {\displaystyle \left(1+{\frac {1}{2}}+\cdots +{\frac {1}{n}}\right)} es una serie armónica parcial, que es divergente, así que es posible encontrar un {\displaystyle N\in \mathbb {N} } tal que {\displaystyle 1+{\frac {1}{2}}+\cdots +{\frac {1}{N}}\geqslant {\frac {c+v}{\alpha }}}, lo que quiere decir que {\displaystyle \theta (N)\geqslant 1}.
Por lo tanto, dado suficiente tiempo, la hormiga podrá completar el trayecto al punto objetivo. Esta solución podría ser usada para obtener una cota superior para el tiempo requerido, pero no da una respuesta exacta para el tiempo que tomará.

### Solución analítica

Gráfica de posición absoluta x contra tiempo t de la animación arriba presentada: una hormiga camina a 1 cm/s (rojo) relativo a y a lo largo de una cuerda elástica de longitud inicial de 4 cm, estirándose a razón de 2 cm/s, pintada en octavos (fondo sombreado).La asíntota (sombreada en púrpura) muestra la posición de la hormiga si la cuerda no se estirara. Ya que la posición de la hormiga tiene un componente exponencial, eventualmente alcanzará el final de la cuerda (verde) sin importar la razón de sus velocidades iniciales.Las fromteras entre las franjas del fondo se pueden visualizar como trayectorias que la hormiga describiría si se detuviera súbitamente al alcanzar dicha franja. Sin embargo, ya que la hormiga avanza, atraviesa las grankas hasta que alcanza la última al final de la cuerda.

Una observación clave es que la velocidad de la hormiga en cualquier momento dado {\displaystyle t>0} es su velocidad relativa a la cierda, es decir {\displaystyle \alpha }, más la velocidad de la cuerda en el punto donde la hormiga se encuentra. El punto objetivo se mueve con velocidad {\displaystyle v}, así que en el tiempo {\displaystyle t} está en {\displaystyle x=c+vt}. Otros puntos a lo largo de la cuerda se mueven con velocidad proporcional, por lo que en el tiempo {\displaystyle t} el punto en la cuerda en {\displaystyle x=X} se mueve con velocidad {\displaystyle {\frac {vX}{c+vt}}}. Por lo que si escribimos la posición de la hormiga en el tiempo {\displaystyle t} cp,p {\displaystyle y(t)}, y la velocidad de la hormiga en el tiempo {\displaystyle t} como {\displaystyle y'(t)}, escribiremos:
{\displaystyle y'(t)=\alpha +{\frac {v\,y(t)}{c+vt}}}
Esta es una ecuación diferencial lineal de primer orden, y puede ser resuelta con métodos estándar. Sin embargo, hacerlo requiere técnicas moderadamente avanzadas de cálculo. Una forma mucho más simple es considerar la posición de la hormiga como proporción de la distancia desde el punto inicial al punto objetivo.
Considérense coordenadas{\displaystyle \psi } medidas a lo largo de la cuerda con el punto inicial en {\displaystyle \psi =0} y el punto objetivo en {\displaystyle \psi =1}. En estas coordenadas, todos los puntos de la cuerda se mantienen en posiciones fijas (en términos de {\displaystyle \psi }) a medida que la cuerda se estira. En el tiempo {\displaystyle t\geqslant 0}, un punto en {\displaystyle x=X} est+a en {\displaystyle \psi ={\frac {X}{c+vt}}}, y una velocidad de {\displaystyle \alpha } relativa a la cuerda en términos de {\displaystyle x}, es equivalente a una velocidad de {\displaystyle {\frac {\alpha }{c+vt}}} en términos de {\displaystyle \psi }. De esta forma, si escribimos la posición de la hormiga en términos de {\displaystyle \psi } en el tiempo {\displaystyle t} como {\displaystyle \phi (t)}, y la velocidad de la hormiga en términos de {\displaystyle \psi } en el tiempo {\displaystyle t} como {\displaystyle \phi '(t)}, tenemos que:
{\displaystyle \phi '(t)={\frac {\alpha }{c+vt}}}
{\displaystyle \therefore \phi (t)=\int {{\frac {\alpha }{c+vt}}\,dt}={\frac {\alpha }{v}}\ln(c+vt)+\kappa } donde {\displaystyle \kappa } es una constante de integración.
Ahora, {\displaystyle \phi (0)=0} lo que nos da {\displaystyle \kappa =-{\frac {\alpha }{v}}\ln {c}}, entonces {\displaystyle \phi (t)={\frac {\alpha }{v}}\ln {\left({\frac {c+vt}{c}}\right)}}.
Si la hormiga alcanza el punto objetivo (que está en {\displaystyle \psi =1}) en el tiempo {\displaystyle t=T}, debemos tener que {\displaystyle \phi (T)=1} lo cual nos da:
{\displaystyle {\frac {\alpha }{v}}\ln {\left({\frac {c+vT}{c}}\right)}=1}
{\displaystyle \therefore T={\frac {c}{v}}\left(e^{v/\alpha }-1\right)}
(Para el caso simple de v=0, podemos considerar el límite {\displaystyle \lim _{v\rightarrow 0}T(v)} y obtener la solución simple {\displaystyle T={\tfrac {c}{\alpha }}} ) Como esto requiere un valor finito para {\displaystyle T} para todos los {\displaystyle c} finitos, {\displaystyle v}, {\displaystyle \alpha } ({\displaystyle v>0}, {\displaystyle \alpha >0}), esto quiere decir que, dado el tiempo suficiente, la hormiga completará el viaje al punto objetivo. Esta fórmula puede usarse para averiguar cuánto tiempo se requiere.
Para el problema con las condiciones establecidas originalmente, {\displaystyle c=1\,\mathrm {km} }, {\displaystyle v=1\,\mathrm {km} /\mathrm {s} } y {\displaystyle \alpha =1\,\mathrm {cm} /\mathrm {s} }, lo que da como resultado {\displaystyle T=(e^{100\,000}-1)\,\mathrm {s} \,\!\approx 2.8\times 10^{43\,429}\,\mathrm {s} }. Esto es un intervalo temporal vasto, aun comparado con la edad estimada del universo, que es solamente de {\displaystyle 4\times 10^{17}} segundos. Aún más, la longitud de la cuerda después de dicho intervalo es similarmente enorme, de {\displaystyle 2.8\times 10^{43429}} km, así que la hormiga solo puede alcanzar el final de esta cuerda particular en el sentido puramente matemático.

## Respuesta intuitiva
Sin importar la velocidad del punto final de la cuerda, siempre podemos hacer marcas en la cuerda de tal forma que la velocidad relativa de cualesquiera dos marcas adyacentes sea arbitrariamente lenta. Si la cuerda tiene inicialmente una longitud de 1 km y se estira 1 km por segundo, se pueden hacer marcas que están inicialmente a 5 mm de distancia a lo largo de toda la cuerda. La velocidad relativa de cualesquiera dos marcas es, entonces, 5 mm por segundo. Es obvio entonces que una hormiga caminando a 1 cm por segundo siempre puede ir de una marca a otra, y a la siguiente y así sucesivamente, hasta que eventualmente alcance el final de la cuerda. El mismo razonamiento funciona para cualesquiera velocidades constantes de estiramiento, velocidades de la hormiga y longitudes de la cuerda.
El factor clave es que la hormiga se mueve junto con los puntos de la cuerda cuando la cuerda está siendo estirada. En cualquier punto dado de tiempo podemos encontrar la proporción de la distancia desde el punto inicial al punto objetivo que ya ha cubierto la hormiga. Aún si la hormiga se detiene y la cuerda continúa estirándose, esta proporción nunca decrecerá y de hecho se mantendrá constante ya que la hormiga se mueve con el punto en la cuerda en donde se detuvo (ya que la cuerda se estira uniformemente). Por lo tanto, si la hormiga se mueve hacia adelante, esta proporción sólo puede aumentar.